# Argentella
L'Argentella è una località della Corsica nord occidentale. È situata a circa metà strada fra Calvi e Galeria nel comune di Calenzana, sulla baia di Crovani. Si trova nel dipartimento della Corsica settentrionale.
Di fronte ad Argentella si trova un'enorme spiaggia di ciottoli neri lunga oltre 1 km, e assai poco frequentata.
Nella seconda metà dell'Ottocento fu sede di una miniera per l'estrazione e la lavorazione di un minerale contenente piombo e argento.
La miniera si esaurì e fu chiusa ai primi del Novecento.
Negli anni cinquanta il governo francese aveva in progetto di utilizzare il sito per esperimenti nucleari sotterranei, ma dovette desistere per l'opposizione della popolazione dell'isola.